# Henri-François Dumolard
Henri-François Élisabeth Étienne Dumolard-Orcel, connu sous le nom Henri-François Dumolard, né le 2 octobre 1771 à Paris où il est mort le 21 décembre 1845, est un dramaturge français.

## Biographie
Henri-François Élisabeth Étienne Orcel Dumolard naît le 2 octobre 1771 à Paris. Il est le fils de Claude-Étienne Orcel Dumolard et de son épouse, Anne-Marguerite Delaborde.
Fils d'un magistrat honorable, mais sans fortune, Henri-François Dumolard a été privé, à l’âge de quinze ans, par la mort de son père, des moyens de continuer ses études. Il n’a eu d’autre ressource, pour aider sa mère, que le métier de copiste. Dans ses loisirs, il cultivait néanmoins les lettres, étudiait les lois, l’histoire pour se procurer quelques moyens d’existence. Il a été un des secrétaires de l’administration générale de la police en 1789 et 1790, puis défenseur officieux des accusés sous le gouvernement révolutionnaire ; avocat au barreau de la capitale en 1796, ensuite vérificateur au trésor public jusqu’en 1813. Enfin, il fut reçu avocat à la cour royale de Paris, en 1814.
Le faible revenu de ces postes l’a obligé à écrire pour le théâtre, auquel il avait pris goût dès sa plus tendre enfance en fréquentant le Théâtre-Français, mais ce n’est qu’à trente-et-un ans que ses travaux de plume lui ont permis de faire représenter son premier ouvrage, pour lequel Alexandre Duval presque seul lui avait donné des encouragements et des conseils, Le Philinte de Destouches, ou la Suite du Glorieux, comédie en cinq actes et en vers, représentée en 1802 au théâtre Molière, et qui a obtenu un succès complet. Son drame de Vincent de Paul, en trois actes et en vers, a également bien été accueilli en 1804 au théâtre Louvois.
Il a fait ensuite jouer La Mort de Jeanne d’Arc, imité de Schiller, au théâtre d’Orléans ; Le Mari instituteur, ou les nouveaux époux, en un acte et en vers, à la Porte-Saint-Martin ; et Bon Naturel et Vanité, ou la petite école des femmes, également en un acte et en vers, au théâtre Louvois. La mort de Bayard, tragédie en trois actes, refusée au Théâtre-Français et reçue en 1812 au théâtre de l'Odéon, n’y a pas été représentée, parce que la censure impériale et le ministre de la police Savary, ont trouvé mauvais que l’auteur donne un beau rôle au connétable de Bourbon, l’accusant de vouloir ainsi ramener une dynastie proscrite. Arrêté, il n’a dû sa mise en liberté qu’au comte Réal. Sous la Restauration, sa pièce, goûtée par les ministres et par plusieurs personnages importants, a néanmoins également été refusée au nom de Louis XVIII, par le duc de Blacas, qui en a gardé le manuscrit. Une autre tragédie, Une Journée de la Ligue, en trois actes, a également été mise à l’index, parce que la peinture du caractère de Philippe II pouvait sembler inconvenante, lorsque la France envoyait une armée rétablir en Espagne le pouvoir absolu de Ferdinand VII. Plusieurs autres pièces ont encore été refusées par les administrations théâtrales sous différents prétextes. Il a également donné au Théâtre-Français, en 1809, La Fontaine chez Fouquet, comédie en un acte et en prose, qui a été sifflée.
Tant de contrariétés éprouvées pour ses ouvrages, dans les premiers genres dramatiques, l’avaient déterminé à s’essayer au genre du vaudeville. En 1804, il a fait jouer au théâtre des Jeunes-Élèves Une Heure d’Alcibiade, et à partir de 1805, différentes pièces au Vaudeville et aux Variétés. La perte d’un modique emploi, puis la mort de son fils unique, âgé de dix-huit ans, en 1811, l’ont déterminé à rentrer dans la carrière du barreau, en 1814, après avoir entièrement renoncé à celle du théâtre. Retiré à Montmartre, il a publié, en 1834, une édition de son Théâtre, et il a publié, en 1845, les Entretiens de l’autre monde, piquants récits contemporains bien accueillis du public. Il décède en son domicile de Montmartre, situé boulevard Pigalle, le 21 décembre 1845.

## Œuvres
- Le Philinte de Destouches, ou la Suite du Glorieux , comédie en 5 actes, en vers, 1803.
- Une heure d'Alcibiade, opéra-comique en 1 acte et en vers libres, 1804.
- Le Mari instituteur, ou les Nouveaux époux, comédie en 1 acte, en vers, 1804.
- Vincent de Paul, drame en 3 actes, en vers, 1804.
- La Mort de Jeanne d'Arc, tragédie en 3 actes, 1805.
- Henri IV à Saint-Denis, fragment imité du poème intitulé L'Apothéose de Henri le Grand, de Jean Prévost, 1806.
- Madame Favart, comédie en 1 acte en prose, mêlée de vaudevilles, avec Commagny, 1807.
- Les Avant-postes du maréchal de Saxe, comédie en 1 acte et en prose, mêlée de vaudevilles, avec Charles-François-Jean-Baptiste Moreau de Commagny, 1808.
- Bon Naturel et Vanité ou la Petite École des femmes, comédie en 1 acte et en vers, 1808.
- Le Rival par amitié, comédie en 1 acte et en prose, mêlée de vaudevilles, avec Antoine-Pierre-Charles Favart, 1809.
- Un tour de Colalto, comédie en 1 acte, en prose, mêlée de vaudevilles, avec Commagny, 1809.
- Le Secret de Madame, comédie en 1 acte, mêlée de vaudevilles, 1810.
- L'Exil de Rochester ou La taverne, comédie anecdotique en 1 acte, en prose, mêlée de vaudevilles, avec Commagny, 1811.
- Les Expédients, comédie en 1 acte, en prose, mêlée de vaudevilles, 1811.
- Fénelon au tombeau de Rotrou, poème ayant concouru pour le prix de poésie à décerner par la seconde classe de l'Institut de France, 1811.
- Le Roman d'un jour, comédie en 1 acte et en prose, mêlée de vaudevilles, 1812.
- Callot à Nancy, comédie anecdotique en 1 acte, en prose et en vaudevilles, 1813.
- La Vieillesse de Fontenelle, comédie-anecdote en 1 acte, en vaudevilles, avec Pierre Capelle, 1814.
- Catherine II et Pierre III, tragédie en cinq actes, 1834.
- Une journée de la ligue, tragédie en 3 actes, 1834.
- Entretiens de l'autre monde, mémoires, 1845.